# Berberis darwinii
Berberis darwinii (michay, mechay, michai) es una especie de arbusto espinoso perennifolio que habita desde la Región del Maule hacia el sur de Chile y zonas cordilleranas del sur de Argentina.

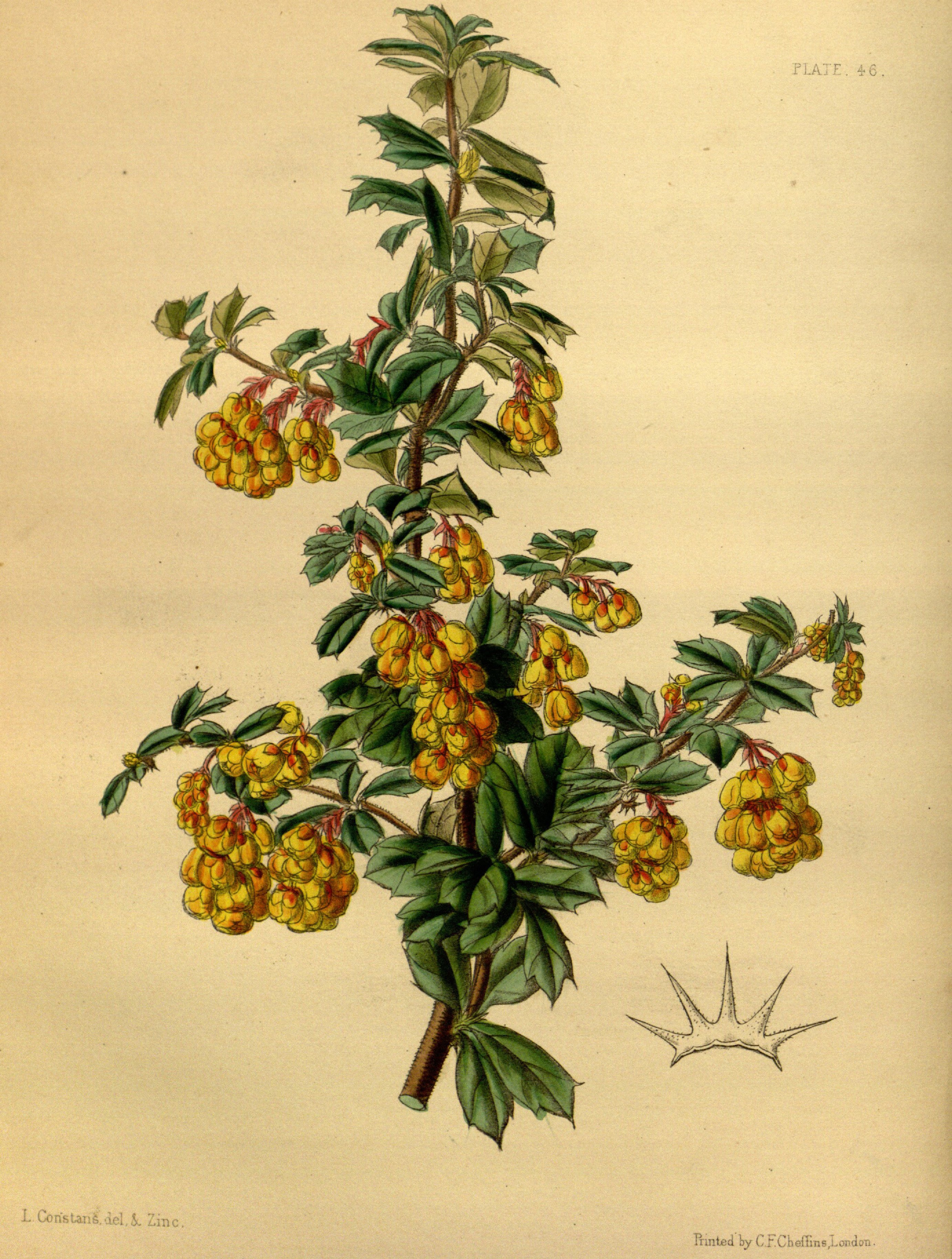
Ilustración

## Descripción
Es una planta leñosa de aproximadamente 1,5 a 4 m de altura. Sus hojas son duras, con la nervadura visible y el haz de color verde brillante, de 12-25 mm de largo y 5-12 mm de ancho. La lámina de la hoja es convexa y de forma romboide o aovada, con tres pequeñas espinas en los vértices. Las flores son pentámeras, de 4-5 mm de largo, de color amarillo anaranjado y se agrupan en racimos de 2-7 cm de largo. El fruto es una baya negro azulada con semillas ricas en amigdalina, un compuesto para disuadir a los herbívoros. Peso 75 g.
En el clima templado lluvioso del sur de Chiloé, florece durante toda la primavera y parte del verano, pero produce pocos frutos a causa de la fragilidad de sus flores que son arrancadas por el viento y la lluvia.

## Usos
La raíz y la corteza del michay se usan para teñir lana de color amarillo. Sus frutos, semejantes a los del calafate, son comestibles al igual que sus flores, que tienen un sabor ácido.
Se usa como planta ornamental en Argentina y Chile, y en sus tierras de origen se reconoce lo atractivo que puede resultar el contraste entre sus flores amarillas y su follaje oscuro y brillante.

## Taxonomía
Berberis darwinii fue descrita por William Jackson Hooker y publicado en Icones Plantarum 7: pl. 672. 1844.
Etimología
Berberis: nombre genérico que es la forma latinizada del nombre árabe de la fruta.
darwinii: epíteto otorgado en honor de Charles Darwin (1809 – 1882).
Sinonimia
- Berberis darwinii var. magellanica Ahrendt
- Berberis costulata Gand.
- Berberis knightii (Lindl.) K.Koch
- Mahonia knightii Lindl.[3]